# Хабібуллін Ряфагать Махмутович
Ряфагать Махмутович Хабібуллін (рос. Ряфагать Махмутович Хабибуллин; 28 березня 1965, В’язовий Гай, РРФСР — 8 липня 2016, Пальміра, Сирія) — російський військовий льотчик, полковник ПКС РФ. Учасник російської військової інтервенції в Сирію. Герой Російської Федерації.

## Біографія
Син селян. Закінчивши місцеву середню школу, вирішив стати льотчиком. Планував вступати до Качинського вищого військового авіаційного училища льотчиків, однак не пройшов за станом здоров'я і вирішив вступати до Рязанського вищого повітряно-десантного командного училища, однак і туди не пройшов за конкурсом. Відтак до лав Радянської армії потрапив через строкову службу.
Восени 1983 пішов служити до Центральної групи військ у чехословацьке місто Зволен. Службу проходив рядовим у 1983—1984 роках у розвідроті зенітно-ракетного полку 30-ї гвардійської мотострілецької дивізії. Через півтора роки служби Хабібуллін подав рапорт із проханням направити його до Сизранського вищого військового авіаційного училища льотчиків, і незабаром його прохання було задоволене.
Закінчивши у 1988 році училище, у званні лейтенанта був направлений для проходження служби до 55-го вертолітного полку у місті Коренівськ.
2005 року закінчив Військово-повітряну академію імені Ю. А. Гагаріна. Освоїв вертольоти Мі-24, Мі-35М, Мі-28Н. Пройшов дві чеченські кампанії, осетино-інгуський конфлікт, війну в Грузії (2008), анексію Криму. Хабібулін вважався одним з найкращих пілотів Росії, загалом налітав понад 3300 годин.
З вересня 2015 року брав участь у військовій інтервенції в Сирію. Командир 55-го окремого вертолітного полку.
8 липня 2016 як пілот Мі-35М спробував зупинити наступ військ ІДІЛ у провінції Хомс, проте його вертоліт був збитий вогнем з землі, і впав у районі, підконтрольному сирійській урядовій армії. Російське Міністерство оборони спочатку заявило, що був збитий сирійський Мі-25, але згодом визнало втрату свого гелікоптера начебто від випущеної бойовиками ІДІЛ протитанкової ракети BGM-71 TOW. Проте, за неофіційними даними вертоліт Хабібулліна міг бути втрачений внаслідок дружнього вогню
Церемонія прощання відбулася у Коренівську, після чого його тіло було доставлено на батьківщину. Похорон Хабібулліна пройшов 12 липня в його рідному селі В'язовий Гай Ульяновської області.

## Нагороди
Отримав декілька нагород, серед яких:
- Герой Російської Федерації (28 липня 2016, посмертно);
- Орден «За заслуги перед Вітчизною» IV ступеня з мечами (2008);
- Медаль «За повернення Криму»;
- Два ордени Мужності (13.10.1996, 13.04.2000);
- Орден "За військові заслуги" (17.02.2000);
- 20 відомчих та ювілейних медалей;
- Орден «За проявлену мужність» (Ульяновська область).

## Вшанування пам'яті
- Його ім'ям названо вулицю в місті Краснодарі, вулицю та школу на батьківщині льотчика — в селі В'язовий Гай Старокулаткінського району Ульяновської області[4].
- 28 березня 2017 року на алеї Слави міста Коренівська Краснодарського краю встановлено бюст.
- 13 липня 2017 року відкрито бюст у селі В'язовий Гай, де похований льотчик.